# Jean Jaurès
Jean Jaurès, teljes nevén Auguste Marie Joseph Jean Léon Jaurès (Castres, 1859. szeptember 3. – Párizs, 1914. július 31.) a francia korai szocializmus egyik legjelentősebb politikusa, humanista és egyben filozófus is volt. Kiváló szónokként kiállt a „gyengébbek” védelmében, így feltűnt a bányászsztrájkok és a Dreyfus-per során is. 1914-ben – háborúellenessége miatt – merénylet áldozata lett.

## Élete

### Származása, tanulmányai és korai pályafutása
Jean Jaurès 1859. szeptember 3-án született Castres-ban, egy polgári család gyermekeként. Kiváló tanuló volt. 1878-ban a felvételi vizsga legjobb eredményével lépett be az École normale supérieure tanárképző főiskolába és 1881-ben a harmadik legjobb eredménnyel vették fel filozófiatanárnak az agrégation országos vizsgán. 1881-től Albi gimnáziumában filozófiát tanított és öt évvel később összeházasodott Louise Bois-val. A politika 25 éves korában keltette fel az érdeklődését. 1885-ben – a republikánus párt színeiben – megválasztották Castres képviselőjének. 1889-ben azonban veszített a carmaux-i kerületi választásokon és Toulouse-ban újrakezdte a tanítást. Három évvel később – a „De la réalité du monde sensible” (Az érzékelhető világ valósága) címmel írt tézisének köszönhetően – a filozófia doktora lett. Ezt követően megírta a terjedelmes „Histoire Socialiste de la Révolution Française” (A francia forradalom szocialista története) című művét. 1890-ben képviselőként indult a helyhatósági választásokon.

### Szocialista politikusként
1892-ben a carmaux-i bányászsztrájk rádöbbentette a munkásosztály nehéz helyzetére és a szocializmus híve lett. A munkások támogatásának köszönhetően megválasztották Carmaux bányaváros képviselőjének. Ezt a tisztséget 1893-tól haláláig töltötte be (az 1898 és 1902 közötti időszak kivételével). Ezt követően ugyancsak közbelépett az üvegipari munkavállalók carmaux-i sztrájkja alkalmával. Ekkor egy újabb – a munkavállalói szövetkezet irányítása alatt álló – üveggyár létrehozását javasolta. Ennek megalapítására 1896-ban került sor Albiban. Jaurès számos cikkben a szocializmus védelmére kelt, amelyeket a Dépêche de Toulouse-ban és a L'Humanité-ben publikált. Utóbbi lapot ő alapította 1904-ben.
A kapitalizmussal szemben is meglehetősen kritikus volt és a következő kijelentést tette:
A kapitalizmus magában hordozza a háborút, mint a felhő a vihart. (Jean Jaurès a kapitalizmusról)
A Dreyfus-per során Alfred Dreyfus védelmére sietett és minden energiáját az ügy szolgálatába helyezte. A zsidóságról így nyilatkozott:
Nincsenek előítéleteim a zsidósággal szemben. Talán inkább irányukban vagyok elfogult, mivel közülük hosszú ideje számos kiváló barátra tettem szert, akik számomra kétségtelenül kedvező képet nyújtanak az izraelita nép egészéről. (Jean Jaurès a zsidóságról)
Munkássága során az egyik legjelentősebb ellenfele az ugyancsak szocialista Jules Guesde volt. 1905-ben aktívan részt vett a két francia szocialista párt fúziójában, amelyből létrejött a Nemzetközi Munkásszövetség Francia Szekciója (S.F.I.O) nevű szocialista párt. Emellett elősegítette a munkások egységét az Általános Munkásszövetséggel (C.G.T) is és a pártok, valamint a szakszervezetek közötti párbeszéd híve volt.

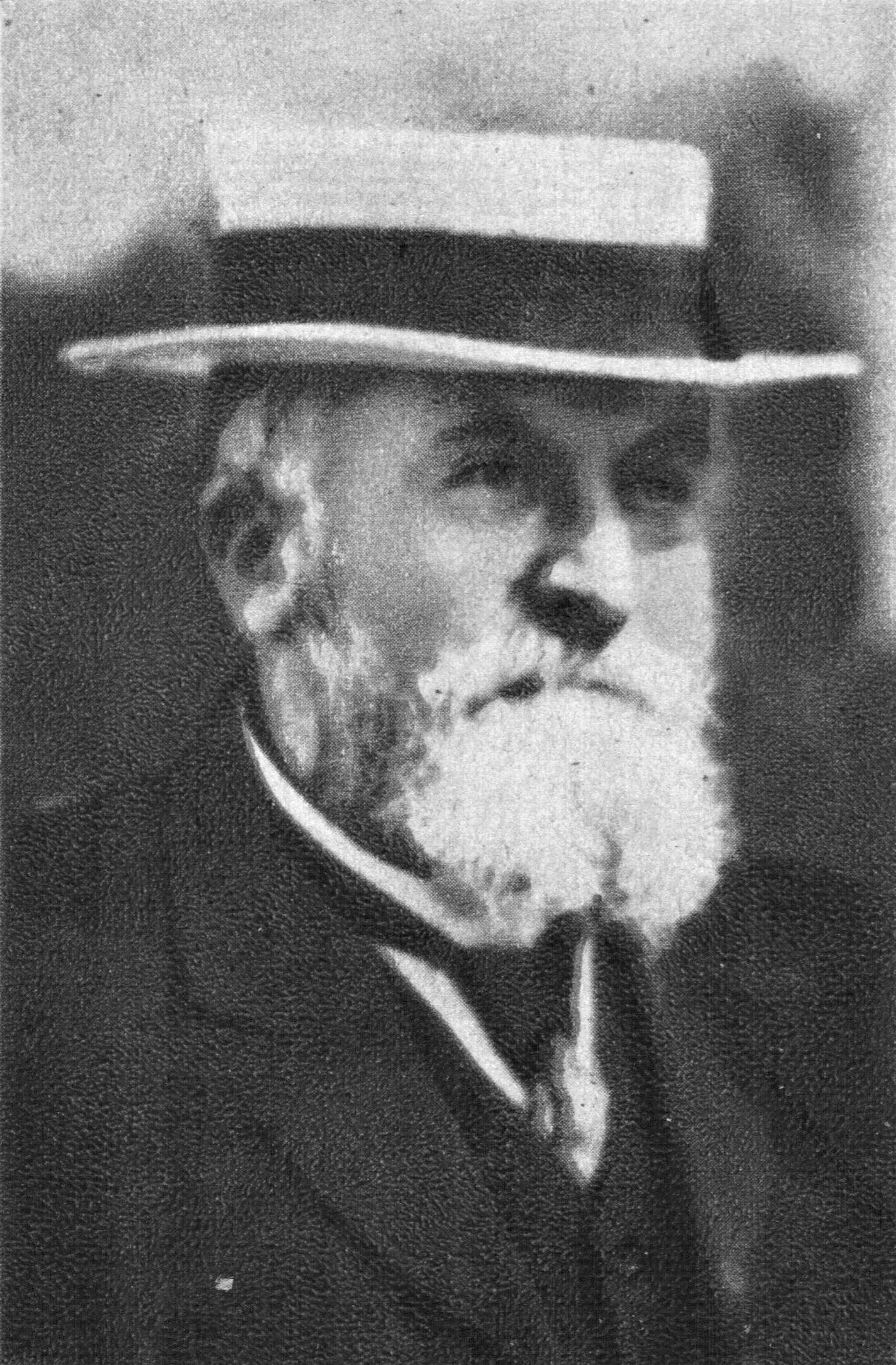
Jean Jaurés

### Halála
Jaurès hitt az eszméiben. Mélységesen békepárti nézetei népszerűtlenné tették az első világháború előestéjén. Látnokként hirdette 1914-ben:
Ha a háború kitör, borzalmas lesz, és elképzelhetetlen méreteket ölt. Először válik általános világháborúvá, amely elborít minden kontinenst… Bolygónk piroslik majd a kiontott vértől. (Jean Jaurès az első világháborúról)
A népek közötti megbékélés támogatását Jaurès ellenségei hazaárulásnak tekintették és meggyilkolására buzdítottak. 1914. július 31-én Raoul Villain a párizsi Café du Croissant nevű kávéház ablakához sétált, és a kávéház ablakán keresztül, két revolverlövéssel meggyilkolta a bent tartózkodó Jaurést. Villain azt nyilatkozta, hogy csak a „haza ellenségét akarta eltávolítani”. A Jaurès-gyilkosságot követő napon plakátok jelentek meg az általános mozgósításról egész Franciaországban. 
A gyilkost 1919-ben a francia esküdtszék felmentette, de 1936-ban, a spanyol polgárháború idején Villain a köztársaságiak kezére került, akik kivégezték. 
Halálának tizedik évfordulóján, 1924-ben, Jaurès földi maradványait a Panthéonba szállították, ahol az ország legkiemelkedőbb személyiségei között helyezték örök nyugalomra.

## Emlékezete
- Nevét viseli Párizsban a Jaurès metróállomás, és a Montmartre 146 alatt, a Café du Croissant falán emléktábla is őrzi emlékét.
- Részben róla, részben merénylőjéről szól Móra Ferenc Nagyemberítlenség című írása (megjelent az Ezek az évek 1914-1933 című kötetben).

## Magyarul
- A társadalom fejlődésének törvényei. Jaurès és Lafargue vitája az idealista és materialista történeti felfogásról; Népszava, Bp., 1907
- Georges Jean–Silber Longuetː Azev, Harting és társai. Terroristák és rendőrkémek. 1-2. köt.; bev. Vladimir Burzev, előszó Jean Jaurès, ford. Ormos Ede; Népszava, Bp., 1909
- A társadalom fejlődésének törvényei. Jaurès és Lafargue vitája az idealista és materialista történeti felfogásról; ford. Holló Jenő; Szocialista-Kommunista Munkások magyarországi pártjának kiad., Bp., 1919
- Válogatott beszédek és írások; vál., bev., jegyz. Jemnitz János, ford. Székely Andorné; Kossuth, Bp., 1973